# Kaničky
Kaničky település Csehországban, a Domažlicei járásban. Kaničky Koloveč, Chocomyšl és Chudenice településekkel határos. Lakosainak száma 32 fő (2024. január 1.).

## Népesség
A település lakosságának változását az alábbi diagram mutatja:
| Lakosok száma | 85   | 79   | 95   | 68   | 57   | 36   | 27   | 29   | 32   | 32   |
|               | 1869 | 1890 | 1921 | 1950 | 1980 | 2001 | 2017 | 2019 | 2022 | 2024 |